# 1894

## أحداث
- تأسيس مدينة تاونغيي وتقع حاليا في ميانمار.
- تأسيس مدينة ديريامبا وتقع حاليا في نيكاراغوا.
- تأسيس مدينة تاسيلاك وتقع حاليا في جرينلاند.
- تأسيس مدينة غويرو وتقع حاليا في زيمبابوي.
- بداية الحرب اليابانية الصينية الأولى في 1 أغسطس 1894 والتي انتهت في 17 أبريل 1895.
- بداية الحرب الإيطالية الإثيوبية الأولى في 15 ديسمبر 1894 والتي انتهت في 23 أكتوبر 1896.
- نهاية حرب ماتابيلي الأولى في 1894 والتي بدأت في 1 أكتوبر 1893.

تأسيس جمعية الاتحاد والترقي على يد بهاء الدين شاكر وبعض طلبة الطب.

## مواليد
- أحمد زكي عاكف
- ألدوس هكسلي
- أوسكار ماريا جراف
- إدوارد الثامن ملك المملكة المتحدة
- إفاريست لافي بروفنسال
- إلزي سيغار
- إليزابيت كاستونير
- بوريس الثالث من بلغاريا
- بيلي بلتشر
- بيوتر كابيتسا
- توفيق أبو الهدى
- جورج ألكسندر درو
- جوزيف باناس
- جومو كينياتا
- جيمي موشوغ
- حسن كامل الصباح
- حسن مأمون
- حسين سري باشا
- حمد المبارك الصباح
- خميس ترنان
- دولت أبيض
- ديميتري توامكين
- رياض الصلح
- زكي طليمات
- سيرجي إليوشن
- صالح فرحات
- صقر الشبيب
- عبد الرازق السنهوري
- عبد الله الزايد
- عبد الوارث عسر
- عبد الوهاب محمد عزام
- كونوسكه ماتسوشيتا
- لال هيلديتش
- محمد الفحام
- محمود تيمور
- نازلي صبري
- نورمان روكويل
- نيكيتا خروشوف
- هارولد ماكميلان
- هنري هازليت
- والتر برينان
- علي بن عبد الله آل ثاني - الحاكم الرابع لقطر.
- إبراهيم عبد الغني الدروبي - كاتب ومؤرخ وخطاط عراقي.
- عباس فرات اليزدي - شاعر إيراني.
- باقر الخفاجي

### يوليو
- 9 يوليو - روبي موزلي هولين، قاضٍ أمريكي.

### أكتوبر
- 5 أكتوبر - موشيه شاريت ثاني رئيس وزراء إسرائيل.

### نوفمبر
- 28 نوفمبر - أوتو زدانسكي، عالم نمساوي.

## وفيات
- أنتون روبنشتاين
- أندرو جريج كورتين
- أوسكار هوكر
- الحسن الأول بن محمد
- جورج إنس
- جورج ستونمان
- جوزيف ايمرسون براون
- جوزيف دروست
- جون غتلي داوني
- روبرت لويس ستيفنسون
- صموئيل جوردن كيركوود
- فرانشيسكو الثاني ملك الصقليتين
- فرديناند دي لسبس
- فرديناند كاريه
- فيسكونت مونك
- هاينريخ رودولف هيرتس
- هرمان فون هلمهولتز
- ويليام روبرتسون سميث
- إبراهيم مصطفى الموصلي، عالم وفقيه عراقي.